# Nymphalis extincta
Nymphalis extincta är en fjärilsart som beskrevs av Gönner 1928. Nymphalis extincta ingår i släktet Nymphalis och familjen praktfjärilar. Inga underarter finns listade i Catalogue of Life.